# ویکتور آمایا
 ویکتور آمایا (انگلیسی: Victor Amaya؛ زاده ۲ ژوئیهٔ ۱۹۵۴) یک تنیس‌باز اهل ایالات متحده آمریکا است.